# November 2006
| November 2006 |
| Månader under 2006: Januari · Februari · Mars · April · Maj · Juni · Juli · Augusti · September · Oktober · November · December ← December 2005 · Januari 2007 → |

## Händelser

### 1 november
- Det svenska lastfartyget MV Finnbirch sjunker med 14 personer ombord i Östersjön.

### 5 november
- Iraks före detta president Saddam Hussein döms till döden genom hängning för brott mot mänskligheten.

- IF Elfsborg blir svenska mästare i fotboll för herrar 2006.[1]

- Sandinisternas kandidat Daniel Ortega vinner presidentvalet i Nicaragua.

### Amerikanska valet 7-8 november

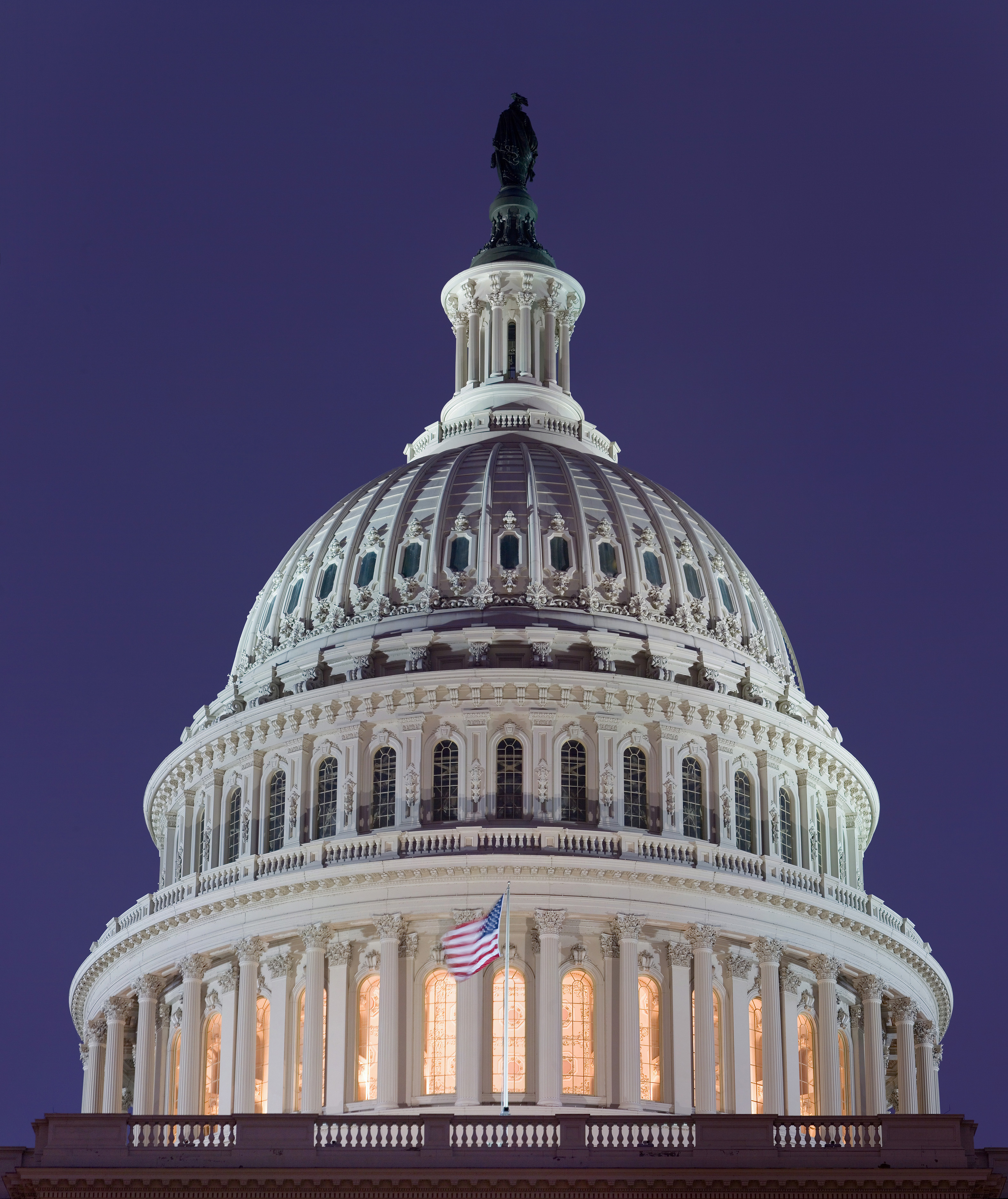
Kapitolium, den amerikanska kongressens säte.

- USA håller kongressval och väljer guvernörer. Demokraterna får majoritet i både representanthuset och senaten. Donald Rumsfeld avgår från posten som försvarsminister.

### 8 november
- Mobiloperatören Tre lanserar mobilsurf med 3G i sitt UMTS-nät med tekniken HSDPA.[2][3]

### 14 november
- Homosexuella i Sydafrika får samma möjligheter som övriga medborgare att ingå äktenskap efter att landet blir det första i Afrika att införa en könsneutral äktenskapslagstiftning.

### 15 november
- En jordbävning med en richtermagnitud kring 8,1 skakar Stilla Havet. Tsunamivarning utfärdas i bland annat Japan och östra Ryssland, men lyfts senare under dagen.

- Joseph Kabila förklaras som vinnare av de första demokratiska presidentvalen i Kongo-Kinshasa.

### 16 november
- Ségolène Royal väljs till franska socialistpartiets presidentkandidat till 2007 års presidentval.

### 20 november
- Den så kallade Mockfjärdsrevolvern, som figurerat i utredningen av mordet på Olof Palme, överlämnas till polisen.

### 21 november
- Australiske simmaren Ian Thorpe tillkännager att han tänker dra sig tillbaka.

- Den anti-syriske libanesiske ministern Pierre Amine Gemayel mördas på öppen gata i Beirut.

- Inbördeskriget i Nepal får efter tio år ett slut genom ett fredsavtal mellan regeringen och den maoistiska gerillan.

### 22 november

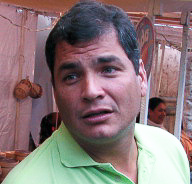
Rafael Correa

- Parlamentsvalet i Nederländerna resulterar i en stor framgång för Socialistiska partiet. Det kristdemokratiska partiet CDA kvarstår som största parti. Inget parti kan dock bilda egen majoritetsregering.

### 23 november
- Minst 215 personer omkommer och 257 skadas i ett bombdåd i Sadrstaden, Irak, det värsta attentatet sedan USA:s invasion 2003.

### 26 november
- Vänsterkandidaten Rafael Correa utropar sig till segrare i presidentvalet i Ecuador.

### 28–30 november
- Livstidsdömde trippelmördaren Juha Valjakkala rymmer från fängelset i Fredrikshamn i Finland och grips två dagar senare i Helsingfors.

### 30 november

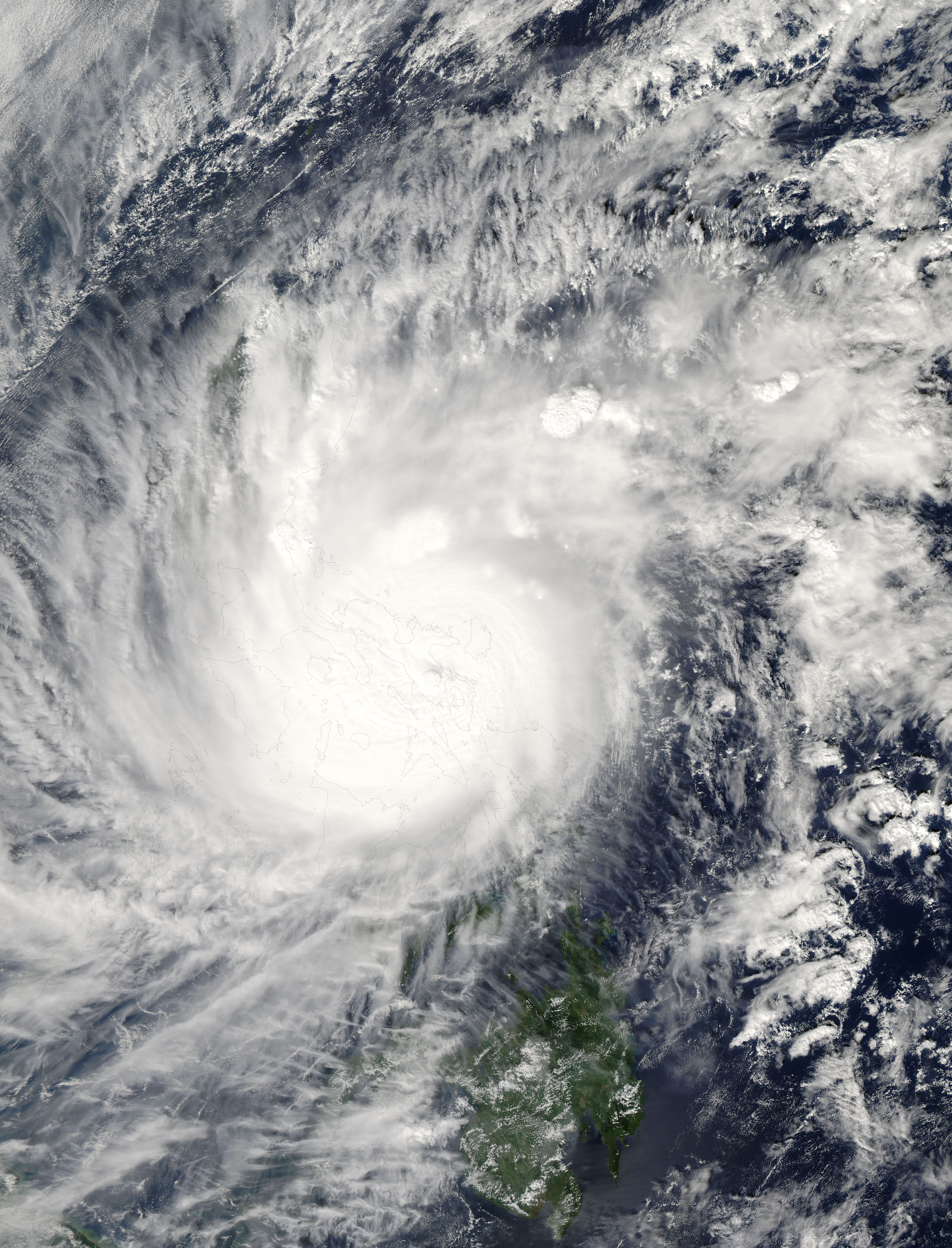
Tyfonen Durian 30 november 2006

- Tyfonen Durian vållar stor förödelse på Filippinerna. Mer än 500 människor dödas.